# Bilan (premiers secours)
Pour les articles homonymes, voir Bilan.
Le bilan en premiers secours consiste, pour un sauveteur, à procéder à l'examen d'une victime et à recueillir les informations nécessaire à l'évaluation de son état. Le bilan est une étape primordiale dans le porter secours, puisqu'il permet de décider de la conduite à tenir pour la suite de l'intervention : une fois celui-ci réalisé (ou pendant sa réalisation, si une urgence vitale est décelée) l'intervenant va ainsi pouvoir décider des gestes de secours à réaliser, mais également la nécessité de demander un renfort (pompier ou SAMU par exemple) et transmettre le bilan à la régulation médicale.
Les méthodologies de réalisation de bilan sont différentes en fonction des pays : 
- en France, le bilan se divise en 4 étapes (décrites plus bas) : avant 2023 : le bilan circonstanciel, d'urgence vitale, complémentaire et de surveillance, À partir de 2023 : 4 "regards" successifs avec la surveillance en parallèle[1]

- tandis que les pays anglo-saxons et certains pays européens privilégient la méthode ABCDE[2].

Des voix s'élèvent régulièrement en France pour encourager le passage à la méthodologie internationale,.

## Rappel des étapes pour porter secours
Lorsqu'une situation nécessite de porter secours à une ou plusieurs personnes, certaines étapes doivent être respectées afin d'être plus efficace dans son action, mais aussi assurer la sécurité des personnes présentes, aussi bien du(des) intervenant(s) que de(s) la victime(s). Ces étapes, enseignées lors des formations de premiers secours, sont les suivantes :
1. La protection : assurer la sécurité de la zone et des personnes. Cette action a pour but d'éviter le suraccident (il s'agit, par exemple de baliser un accident de la route) ou de blesser l'intervenant (par exemple, couper l'électricité lors d'une intervention sur une personne électrisée).
2. Le bilan : évaluer l'état de(s) la victime(s). Cette action permet de décider quels gestes de secours devront être entrepris, mais permet aussi de recueillir les éléments nécessaires pour transmettre le bilan au SAMU (situation, nombre de victimes, plaintes exprimées…).
3. L'alerte : alerter un service d'urgence. Par cette action, la personne qui intervient s'assure qu'un renfort secouriste ou médical se mettra bien en route pour prendre en charge la victime. Pour savoir quel numéro appeler en fonction du pays et de la situation, voir l'article spécifique : numéro d'appel d'urgence.
4. Réaliser les gestes d'urgences. Dernière étape du porter secours, la réalisation de toutes les autres actions avant cette dernière permet d'assurer un maximum de chance et de rapidité dans la prise en charge de la victime.

Dans certaines urgences, ces étapes peuvent être réalisées simultanément afin d'apporter la meilleure réponse possible dans le temps le plus bref : par exemple, lors d'un arrêt cardiorespiratoire, l'intervenant va réaliser l'alerte (ou faire réaliser) en même temps qu'il démarre la réanimation cardiopulmonaire.

## Méthodologie du bilan en France
L’approche chronologique du bilan distingue 4 regards successifs :
- Le premier regard apprécie la situation dans sa globalité pour déceler d’éventuels dangers pour l’équipe, la victime et son environnement ;
- Le deuxième regard progresse vers la victime et a pour objectif d’identifier une détresse vitale ainsi que la plainte principale ;
- Le troisième regard repose sur une évaluation hiérarchisée et structurée des fonctions vitales, l’une après l’autre pour rechercher une détresse vitale moins évidente ;
- Le quatrième regard permet de compléter l’évaluation en approfondissant l’interrogatoire, en examinant la victime et en poursuivant la mesure des paramètres vitaux.

La surveillance permet de suivre l’évolution de l’état de la victime et l’efficacité des gestes de secours effectués.
Elle débute dès le 2e regard, est constante, et se termine lors de la transmission de la victime à l’équipe chargée d’assurer la continuité des soins.

### 1erRegard - anciennement: le bilan circonstanciel
Il est parfois appelé "flash" ou bilan "photo". Il consiste pour l'intervenant à estimer en tout premier lieu si la situation est gérable avec les moyens sur place et, le cas échéant, transmettre immédiatement une demande de renfort (par exemple, dans le cas où le nombre de victimes serait trop important pour l'équipe) ; si la situation est gérable avec les moyens sur place, l'intervenant, si envoyé par une régulation (type SAMU ou SDIS), prévient de son arrivée sur place.
L'intervenant observe l'environnement auquel il est confronté, et détermine la nature de l'intervention et si des dangers sont présents. Dans ce cas-là et en fonction de ses possibilités, il met en place la protection nécessaire. Puis il évalue l'état de la victime, en déterminant son âge et son sexe et en l'interrogeant, ainsi que l'entourage (si possible) sur ce qu'il s'est passé. Il peut ainsi vérifier que les informations obtenues au départ sont correctes.

### 2eRegard
Avancer vers la victime, la visualiser et apprécier :
- La victime dans sa globalité, ce qui permet de préciser son genre, son âge (personne âgée, adulte, enfant, nourrisson), sa position (allongée, assise, debout, recroquevillée sur elle-même, etc.).
- La présence de menaces vitales nécessitant une réaction immédiate en respectant le principe de « traiter en priorité ce qui tue en premier »

En cas de besoin, il y a nécessité de réaliser un geste de secours immédiat : une obstruction des voies aériennes (la victime s'étouffe), une hémorragie, une inconscience ou un arrêt cardiorespiratoire.

### 3eRegard
Ces dangers écartés, l'intervenant peut continuer le bilan afin de déterminer de quoi souffre la victime. Le bilan d'urgence vitale se décompose en 3 parties, reflets des trois fonctions vitales du corps humain.
Il évalue successivement et selon le principe de « traiter en priorité ce qui tue en premier » :

#### L'évaluation des fonctions vitales
1. Respiratoire

1. Circulatoire
2. Neurologique

### 4eRegard
1. Questionnement sur l'événement (PQRST) : 
  - P : qu'est-ce qui a provoqué l'événement ?
  - Q : comment la victime qualifie t'elle la douleur ? (comme un coup de couteau, compressive, irradiante...)
  - R : quelle région du corps est douloureuse ?
  - S : sévérité, auto-évaluation de la douleur grâce par exemple à l'Echelle Numérique (EN) d'évaluation de la douleur, de 0/10 (pas de douleur) à 10/10 (douleur maximale imaginable). D'autres échelles existent, plus adaptées à des situations spécifiques (pédiatrie, inconscience...)
  - T : depuis combien de temps ?
2. Questionnement médical (MATH) :
  - M : la victime a-t-elle des maladies connues ?
  - A : a-t-elle des allergies connues ?
  - T : a-t-elle des traitements médicaux en cours, a-t-elle consommé des médicaments récemment ?
  - H : a-t-elle été hospitalisée récemment ?

Ces informations peuvent éventuellement se trouver dans le livret d'informations santé de la victime, ou bien sur leur carte d'urgence, bien qu'encore peu répandue.
Le bilan lésionnel s'attache à recenser les souffrances de la victime dues à un traumatisme physique. L'intervenant demande à la victime où siège la ou les douleur(s), et peut palper précautionneusement de la tête aux pieds le corps, afin d'y déceler des fluides biologiques (sang, urines, sécrétions...), des œdèmes, des fractures... Cette palpation permet de déceler un trouble qui n'aurait pas été vu, caché par les vêtements ou bien dissimuler par une douleur plus forte à un autre endroit. On évite généralement une palpation trop appuyé au ventre et aux hanches.
Ce bilan est ensuite transmis à la régulation médicale (de préférence par téléphone, sinon par radio) qui déterminera de la suite à donner aux événements (évacuation par l'équipe présente, envoi de renforts, d'un autre vecteur d'évacuation, maintien de la victime à domicile, appel d'un médecin généraliste...).

### Surveillance: exécuté en permanence dès le second regard
La surveillance permet de rechercher et identifier toute modification de l'état d'une victime (dégradation, amélioration, ou maintient du même état) et de suivre son évolution. Il se réalise en remesurant tous les paramètres précédemment relevés, afin de contrôler d'éventuels changements.

## Transmission du bilan
En France, le bilan fait l’objet de la rédaction d’un document papier ou numérique couramment appelé « fiche bilan ». Le bilan est ensuite transmis au SAMU via un Centre de Réception et de Régulation des Appels (CRRA). Le meilleur moyen est le téléphone, car il garantit une bonne qualité de transmission (avec de meilleures possibilités de dialogue) et une confidentialité des données.
Les équipes de secours sont souvent équipées de radios qui permettent de transmettre le bilan au poste de coordination (PC), qui lui-même peut retransmettre le bilan au SAMU. Dans le cas des secours publics, ou bien lorsque l'organisme a un accord avec le SAMU (c'est le cas notamment des ambulanciers privés et de certaines associations, telle que la Croix-Rouge), le bilan est transmis directement au CRRA sur les fréquences du SAMU.
Les sapeurs-pompiers de Paris (BSPP) ont leur propre régulation médicale à laquelle ils transmettent leur bilan. À la fin de l'intervention, ils retranscrivent un résumé sur un système informatique (auparavant Syntia, devenu Adagio) en utilisant des Codes de Rapport d'Intervention (CRI) pour désigner le type d'intervention, ce qui facilite la réalisation de statistiques et améliore la confidentialité et la rapidité. Par exemple, le code 325 désigne une personne en état d'ébriété, le 359 une personne blessée, etc.

### Évolution du bilan
En cas de changement dans l'état de la victime (amélioration ou dégradation), un nouveau bilan tenant compte des évolutions peut être transmis à la régulation médicale. Cette dernière pourra alors faire évoluer sa réponse (par exemple, déclencher un SMUR en cas de dégradation de l'état d'une victime, ou bien évacuer la victime vers un autre plateau technique...).

## Méthodologie du bilan ABCDE(F)
C'est une méthodologie développé par Peter SAFAR en 1957, qui est utilisée dans de nombreux pays anglo-saxons ainsi que certains pays européens ou asiatique.